# Ле-Кероль
Ле-Керо́ль (фр. Le Cayrol, окс. Lo Cairòl) — коммуна во Франции, находится в регионе Окситания. Департамент — Аверон. Входит в состав кантона Эспальон. Округ коммуны — Родез.
Код INSEE коммуны — 12064.
Коммуна расположена приблизительно в 480 км к югу от Парижа, в 155 км северо-восточнее Тулузы, в 32 км к северо-востоку от Родеза.

## Население
Население коммуны на 2008 год составляло 285 человек.
| 1962 | 1968 | 1975 | 1982 | 1990 | 1999 | 2008 |
| ---- | ---- | ---- | ---- | ---- | ---- | ---- |
| 412  | 442  | 416  | 328  | 313  | 282  | 285  |

## Администрация
| Период | Период | Фамилия      | Партия | Примечания |
| ------ | ------ | ------------ | ------ | ---------- |
| 2001   | 2008   | Жан Брегу    |        |            |
| 2008   |        | Сильвет Эрме |        |            |

## Экономика
В 2007 году среди 170 человек в трудоспособном возрасте (15—64 лет) 114 были экономически активными, 56 — неактивными (показатель активности — 67,1 %, в 1999 году было 76,1 %). Из 114 активных работали 110 человек (64 мужчины и 46 женщин), безработных было 4 (1 мужчина и 3 женщины). Среди 56 неактивных 11 человек были учениками или студентами, 22 — пенсионерами, 23 были неактивными по другим причинам.

## Фотогалерея

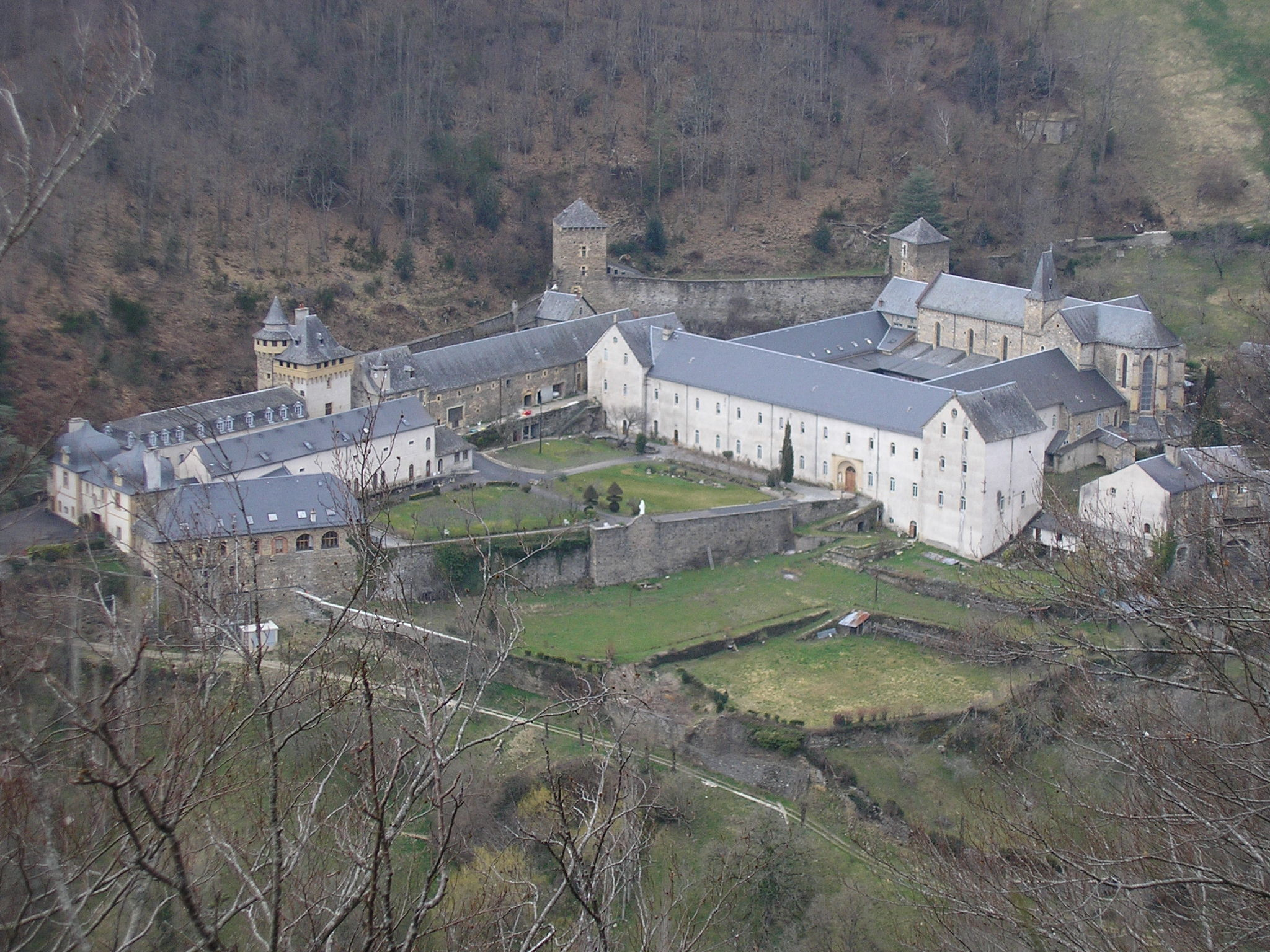
Аббатство Бонневаль
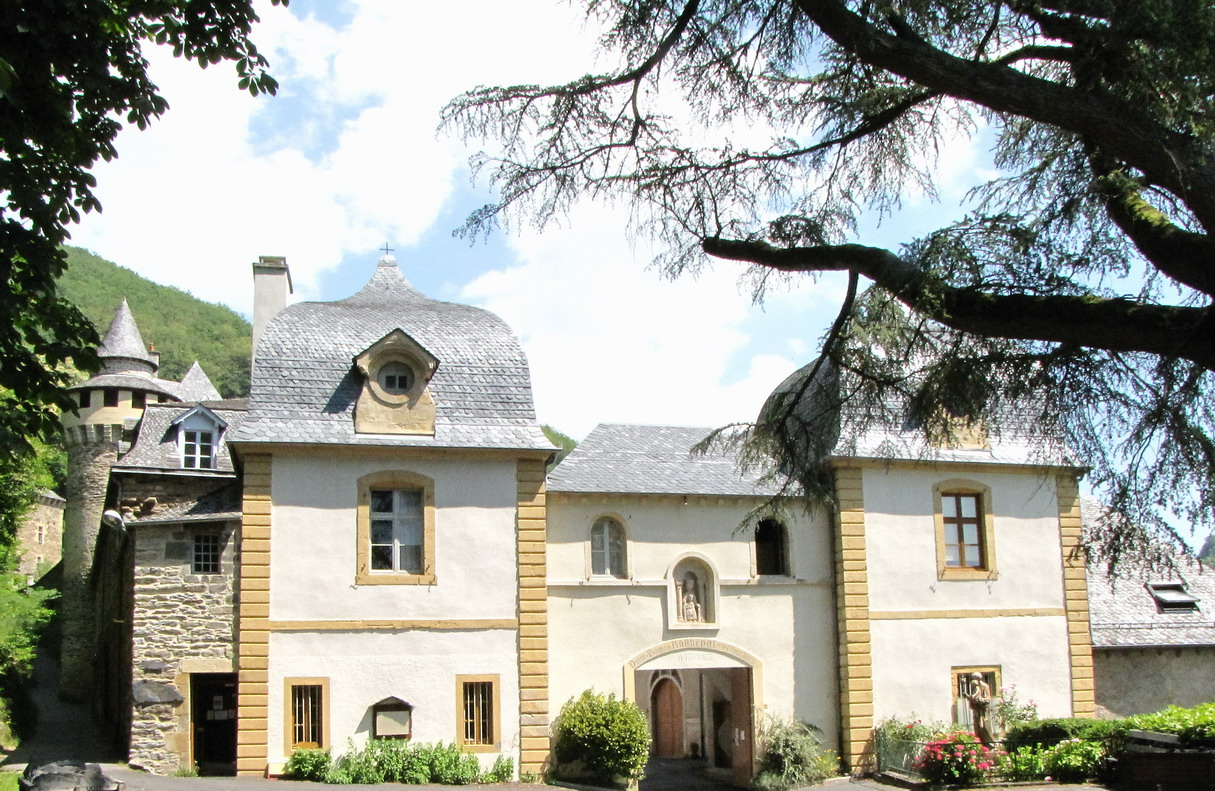
Аббатство Бонневаль
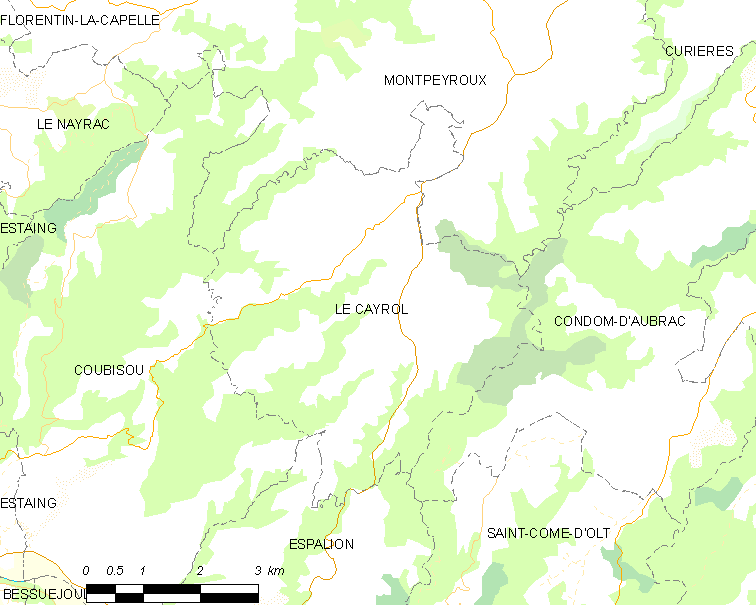
Карта коммуны